# Derecho de España
El derecho español es el ordenamiento jurídico que rige en el Reino de España, entendiendo por tal el territorio español, sus aguas territoriales, consulados y embajadas, y también el interior de embarcaciones civiles con bandera española en aguas internacionales. También es el aplicable a las fuerzas armadas españolas independientemente de dónde se encuentren.
El derecho español emana del pueblo español a través de sus instituciones elegidas democráticamente. Igualmente parte del ordenamiento jurídico español procede y converge con el Derecho de la Unión Europea (Tratados firmados por España y legislación que se elabora y aprueba en las instituciones supranacionales de la Unión Europea, que ejercen sus competencias en virtud de los Tratados).

## Características
Se trata de un derecho de tipo continental, que se apoya principalmente en la ley en sentido amplio (leyes y reglamentos) y en menor medida en las decisiones judiciales y en la costumbre. Asimismo, se trata de un derecho complejo, en el que se engloban distintos ordenamientos jurídicos que coexisten a través de la organización territorial en comunidades autónomas.

### Supremacía material constitucional
La norma suprema del derecho español es la Constitución española de 1978, que regula el funcionamiento de los poderes públicos y los derechos fundamentales de los españoles, así como el marco de organización de las distintas comunidades autónomas y sus competencias. La Constitución, además de poseer carácter de norma jurídica directamente aplicable por el poder judicial, goza de una supremacía material que condiciona los contenidos del resto de normas.

### Control de constitucionalidad
De esta manera, toda norma jurídica que sea parte del ordenamiento español estará sometida a un requisito de validez que gira en torno a su compatibilidad con la Constitución (serán nulas todas las normas que sean contrarias a la Constitución). No obstante, es obvio que es necesario algún órgano público competente que se encargue de velar por el cumplimiento de tal requisito. En el caso de España, existe una jurisdicción constitucional atribuida a los tribunales ordinarios y al Tribunal Constitucional, siguiendo el modelo kelseniano (o austríaco).
Siguiendo tal doctrina, la jurisdicción constitucional posee dos operaciones básicas:
- Derecho de comprobación de constitucionalidad: capacidad del órgano para determinar la compatibilidad de la norma o acto inferior con respecto a la norma superior (prüfungsrecht).
- Competencia de rechazo normativo: competencia del órgano para declarar la nulidad de una norma que no haya superado la comprobación de constitucionalidad (verwerfungkompetenz).

En principio, el Tribunal Constitucional es el único órgano que puede ostentar la competencia de rechazo sobre las normas con rango de ley. Cabe destacar que es un órgano con un carácter bastante restringido, de manera que solo acudirán a él otros entes públicos, con la notabilísima excepción de los recursos de amparo, que podrán ser planteados por personas físicas y jurídicas siempre que se haya agotado la vía judicial, y que hayan visto vulnerados alguno de los derechos fundamentales contemplados en el artículo 14 y la sección 1.ª del capítulo segundo del título primero de la Constitución, así como la objeción de conciencia, reconocida en el artículo 30.
En el caso de que un tribunal ordinario se encuentre con una norma con rango legal, solo tendrá disponible el derecho de comprobación, debiendo acudir al Tribunal Constitucional mediante la cuestión de constitucionalidad para que este se pronuncie, pues es el único órgano que posee la competencia de rechazo normativo.
Cabe destacar que en el supuesto de que se trate de una norma infralegal, cualquier tribunal ordinario tendrá atribuidas ambas capacidades, pudiendo ejercer su competencia de rechazo normativo, inaplicándolos o declarándolos nulos, según sea el procedimiento.

### Separación de poderes. Estado de derecho
La división de poderes, idea fundamental en el pensamiento liberal, es el eje del sistema político. En la base, la soberanía nacional permite la elección, por sufragio universal (varones y mujeres mayores de 18 años), de los representantes del pueblo soberano en las Cortes. Ejercen el poder legislativo entre las dos cámaras, el Congreso de los Diputados y el Senado, eligen al presidente del Gobierno y controlan la acción del poder ejecutivo, que está sometido a las normas jurídicas (es un Estado de derecho).
El poder judicial recae en los jueces y tribunales, cargo al que se accede mediante oposición pública, y en el jurado popular, formado por ciudadanos elegidos por sorteo en cada juicio. El Tribunal Constitucional controla que las leyes y las actuaciones de la administración pública se ajusten a la carta magna.